# Ашеберг, Рутгер фон
Граф Рутгер фон Ашеберг (нем. Rutger von Ascheberg; 2 июня 1621 — 17 апреля 1693) — шведский военный и государственный деятель, фельдмаршал (1678), генерал-губернатор провинций Сконе, Халланда и Блекинге (1680—1693), сенатор и королевский советник (с 1681 года).

## Биография
Представитель вестфальского баронского рода Ашебергов, который в XVI веке эмигрировал в Курляндию. Сын Вильгельма фон Ашеберга и Маргариты фон дер Остен.

## Тридцатилетняя война
Рутгер фон Ашеберг в возрасте 13 лет начал военную службу и участвовал на стороне Швеции в Тридцатилетней войне в Германии (1618—1648). Участвовал в ряде сражений, в том числе в битве при Нёрдлингене (1634).
В 1639 году 18-летний Рутгер фон Ашеберг оставил военную службу и уехал на учёбу во Францию, но через год он поступил в Гессенский кавалерийский полк шведской армии и продолжил своё участие в Тридцатилетней войне. В 1641 году Рутгер фон Ашеберг участвовал в битве при Вольфенбюттеле. В битве при Брайтенфельде (1642) он был ранен и взят в плен, но затем был освобожден. В дальнейшем Рутгер фон Ашеберг сражался в Германии под командованием фельдмаршалов Леннарта Торстенссона и Карла Густава Врангеля. В 1644 году он получил чин корнета, с 1646 года — ротмистр.
После заключения Вестфальского мира в 1648 году Рутгер фон Ашеберг остался в Германии. Он занимал должность обер-амтмана в 1651—1655 годах. В 1655 году — подполковник и командир полка в шведской армии.

## Вторая Северная война (1655—1660)
В 1655 году Рутгер фон Ашеберг принял участие в войне Швеции с Речью Посполитой. В марте 1656 года после взятия шведами города Ярослав Ашеберг был произведен в полковники. В июле того же года он принял участие в трехдневной Варшавской битве. 2 января 1657 года он командовал шведский авангардом в битве с поляками под Хойнице. В знак своей признательности шведский король Карл X Густав пожаловал Ашебергу рапиру, с которой он сражался в битве. Также Рутгер фон Ашеберг получил в подарок ценные драгоценности и имение в Пруссии.
В 1657 году датчане атаковали шведские владения в Северной Германии. Главные силы шведской армии под командованием самого короля Карла X Густава, включая подразделение под командование Ашеберга, покинули Польшу и выступили против Дании. В 1658 году Рутгер фон Ашеберг участвовал в успешной шведской операции на датских островах. Шведская армия (12 тыс. чел.) пересекла по льду проливы Малый и Большой Бельты и достигла острова Зеландия. Он чудом избежал плена в декабре 1658 года во время нападения объединённых сил бранденбургского курфюрста Фридриха Вильгельма и польского военачальника Стефана Чарнецкого на город Сённерборг. В феврале 1659 года он был тяжело ранен во время шведского нападения на Копенгаген. Он был вынужден вернуться домой, где провёл 10 недель. После выздоровления Рутгер фон Ашеберг вернулся на службу и в мае 1659 года участвовал в завоевании датского острова Мён. Он оставался на острове до окончания войны в 1660 году.

## Дальнейшая служба
В 1664 году Рутгер фон Ашеберг был произведен в генерал-майоры. В 1665 году он участвовал в военной компании шведской армии под командованием фельдмаршала Врангеля против немецкого города Бремен во время шведско-бременского конфликта. Он вернулся в Швецию, когда конфликт был исчерпан. В 1670 году Рутгер фон Ашеберг получил чин генерал-лейтенанта. В 1673 году он был удостоен титула барона и получил имение Кастелльгорден в окрестностях Кунгэльва. В 1674 году он был произведен в генералы.
Рутгер фон Ашеберг участвовал в датско-шведской войне 1675—1679 годов. Вначале он руководил обороной провинции Бохуслен от нападений датчан из Норвегии, одержал победу на врагом в битве при Квистрёме. Затем он был переведен из Бохуслена в провинцию Сконе, где действовал как командующий шведской армии в ряде сражений с датчанами, часто вместе с королём Карлом XI. В августе 1676 года он отличился в сражении при Хальмстаде, где был ранен в руку. В декабре того же года Рутгер фон Ашеберг сыграл заметную роль в разгроме датчан в битве при Лунде. В июле 1677 года отличился в победе шведской армии над датчанами при Ландскруне. В награду получил чин фельдмаршал-лейтенанта. Ещё до окончания войны с Данией Рутгер фон Ашеберг был назначен главнокомандующим шведской армией в провинции Сконе. В ноябре 1678 года он получил чин фельдмаршала.
В декабре 1679 года после окончания датско-шведской войны 1675—1679 годов Рутгер фон Ашеберг был назначен генерал-губернатором провинций Гётеборг-Бохус и Дальсланд. В 1680 году он также стал губернатором Сконе, Халланда и Блекинге. В 1681 году он был назначен королевским советником, а в 1687 году получил графский титул.
17 апреля 1693 года 71-летний Рутгер фон Ашеберг скончался в Гётеборге. Он был похоронен в Немецкой церкви в Гётеборге 26 августа 1694 года. На его похоронах присутствовал шведский король Карл XI.
Одна из улиц в городе Гётеборге до сих пор носит его имя.

## Брак и дети
25 ноября 1650 года Рутгер фон Ашеберг женился на Магдалене Элеоноре фон Буссек (1632—1690), представительнице дворянского рода из Гессена. Супруги имели следующих детей:
- Георг Фредерик фон Ашеберг (10 декабря 1651 — 22 августа 1677), подполковник пехотного полка
- Маргарета Сабина фон Ашеберг (25 ноября 1652 — 4 февраля 1738)
- Фольрат Людвиг фон Ашеберг (7 июня 1654 — 14 апреля 1677), лейтенант и капитан
- Анна Элизабет фон Ашеберг (10 мая 1656 — 2 сентября 1686)
- Карл Густав фон Ашеберг (13 сентября 1659 — 15 мая 1660)
- Рутгер фон Ашеберг (6 июня 1660 — 15 июня 1660)
- Густав Адольф фон Ашеберг (23 июня 1661 — 5 ноября 1691)
- Кристиан Людвиг фон Ашеберг (4 июня 1662 — 1 февраля 1722), генерал
- Элеонора Элизабет фон Ашеберг (13 сентября 1663 — 13 ноября 1737), которая в 1679 году вышла замуж за Дэвида Макелеера (1646—1708)
- София Ловиса фон Ашеберг (23 августа 1664 — 1 августа 1720), с 1685 года жена Ханса Вахтмейстера (1642—1714)
- Отто Вильгельм фон Ашеберг (5 августа 1665 — 2 июня 1687), корнет
- Маргарета фон Ашеберг (9 июля 1671 — 10 октября 1753), полковник пехотного полка, в 1691 года стала женой Кьелла Кристоффера Барнекоу (1663—1700)